# Blood Money (film 1917)
Blood Money è un cortometraggio muto del 1917 diretto da Fred Kelsey. Il soggetto è tratto da una storia di Harry Carey: il famoso attore del cinema western scrisse nella sua carriera una ventina di sceneggiature.

## Produzione
Il film fu prodotto dalla Bison Motion Pictures (con il nome 101-Bison).

## Distribuzione
Distribuito dall'Universal Film Manufacturing Company, il film - un cortometraggio in due bobine - uscì nelle sale cinematografiche statunitensi il 6 gennaio 1917.